# Isabella Ploberger
Isabella Ploberger, geborene Isabella Hartl, auch Isabella Schlichting, (* 6. April 1913 in Wels, Österreich-Ungarn; † 24. November 2002 in Oberalm) war eine österreichische Filmarchitektin.

## Biografie
Die gebürtige Isabella Hartl erhielt ihre Ausbildung in Wien, wo sie zwei Semester an der Technischen Hochschule sowie sechs Semester an der Kunstgewerbeschule in der Meisterklasse für Architektur bei Clemens Holzmeister studierte. Als diplomierte Architektin begann sie ihre berufliche Laufbahn am 1. September 1938 in Berlin im Architektur-Büro von Ernst Petersen. Sie heiratete den Maler der Neuen Sachlichkeit und Kostümbildner Herbert Ploberger (1902–1977).
Auf Empfehlung ihres Arbeitgebers erhielt die junge Architektin im Jahre 1940 eine Anstellung bei der Riefenstahl-Film, die gerade mit der Produktionsplanung der Opernverfilmung Tiefland von Leni Riefenstahl beschäftigt war. „Die junge Architektin Isabella Ploberger, die sich dank ihrer großen Begabung erfolgreich gegen ihre erfahrenen Kollegen durchsetzte, hatte eine herrliche Dekoration aufgebaut“ (Zitat Memoiren Leni Riefenstahl, S 399, über das Schlussbild des Tiefland-Films). Das war der Start ihrer Karriere als Filmarchitektin. Nach Kriegsende arbeitete sie als Architektin für die US-Amerikaner in Linz. 1949 nahm sie ihre Tätigkeit als Filmarchitektin wieder auf, von Anbeginn an der Seite des bekannten deutschen Filmarchitekten Werner Schlichting, der später ihr zweiter Ehemann wurde. Das kongeniale Team Schlichting/Ploberger entwarf die Filmbauten zu zahlreichen deutschen und österreichischen Spitzenproduktionen. Gelegentlich wurde das Ehepaar auch für im deutschsprachigen Raum gedrehte US-Produktionen u. a. von Walt Disney und Anatol Litvak engagiert. 
1969 zog sie sich mit ihrem Mann ins Privatleben zurück und ging für 20 Jahre nach Spanien. Erst im Herbst 1989 kehrten Werner und Isabella Schlichting nach Österreich, ins Salzburger Land, zurück, wo sie ihren Lebensabend in einer Altersresidenz (Schloß Oberalm) verbrachten.

## Filmografie (Auswahl)
| - 1940/54: Tiefland - 1949: Geheimnisvolle Tiefe - 1950: Prämien auf den Tod - 1950: Erzherzog Johanns große Liebe - 1950: Schuß durchs Fenster - 1951: So ein Theater! (Gangsterpremiere) - 1951: Die Vier im Jeep - 1951: Maria Theresia - 1952: Der Obersteiger - 1954: Feuerwerk - 1955: Drei Männer im Schnee - 1955: Der Kongreß tanzt - 1956: Fuhrmann Henschel - 1956: Kaiserjäger - 1956: Kronprinz Rudolfs letzte Liebe - 1956: Das Liebesleben des schönen Franz - 1956: Die liebe Familie - 1957: Die Heilige und ihr Narr - 1957: Wien, du Stadt meiner Träume - 1957: Die unentschuldigte Stunde | - 1958: Der Priester und das Mädchen - 1958: Die Reise (The Journey) - 1960: Der brave Soldat Schwejk - 1960: Schicksals-Sinfonie (The Magnificent Rebel) - 1960: Geheime Wege (The Secret Ways) - 1961: Via Mala (auch Kostüme) - 1961: Ein Gruß aus Wien (Almost Angels) - 1962: Die Flucht der weißen Hengste - 1962: Kapitän Sindbad (Captain Sindbad) - 1963: Das Haus in Montevideo - 1963: Emil und die Detektive (Emil and the Detectives) - 1965: Der Alpenkönig und der Menschenfeind - 1965: 3. November 1918 - 1966: Ganovenehre - 1966: Lange Beine – lange Finger - 1966: Die Nibelungen, 1. Teil: Siegfried von Xanten - 1967: Die Nibelungen, 2. Teil: Kriemhilds Rache - 1967: Herrliche Zeiten im Spessart - 1968: Morgens um sieben ist die Welt noch in Ordnung - 1971: Der Kapitän |